# داکورونیوم برماید
داکورونیوم برماید (انگلیسی: Dacuronium bromide) یک عامل مسدودکننده عصبی عضلانی آمینواستروئیدی است که هرگز به بازار عرضه نشد. این دارو به عنوان یک آنتاگونیست رقابتی گیرنده نیکوتین استیل کولین (nAChR) عمل می کند.